# Teddy Muba Lwamba
Teddy Muba Lwamba ou Lwamba Moba est un ingénieur électromécanicien et homme politique originaire de la République démocratique du Congo (RDC). Spécialisé dans le secteur de l'énergie, il occupe, de juin 2024 à août 2025, le poste de ministre des Ressources hydrauliques et de l'Électricité en RDC. Avant cette nomination, il exerce des fonctions de direction au sein de la Société nationale d'électricité (SNEL SA) de 2022 à 2024.

## Formation et parcours académique
Teddy Muba Lwamba est diplômé en ingénierie électromécanique de la faculté de polytechnique de l'université de Lubumbashi (UNILU). Il est aussi titulaire d'un master en génie électrique de la Girne American University à Chypre et d'un doctorat en génie énergétique (power engineering) de la Silenus University of Sciences and Literature.

## Parcours professionnel
Teddy Lwamba est recruté, sur concours, comme directeur général adjoint de la Société nationale d'électricité en octobre 2022.

## Ministre des Ressources hydrauliques et de l'Électricité
En mai 2024, il est nommé ministre des Ressources hydrauliques et de l'Électricité dans le gouvernement de Judith Suminwa Tuluka. 
Il soutient un projet de déploiement d'analyseurs de charges sur le réseau électrique congolais.
Il engage une réforme du cadre législatif du secteur électrique, aboutissant à l’adoption de l’ordonnance-loi n°25/025 du 5 février 2025, modifiant la loi n°14/011 du 17 juin 2014.
Teddy Muba Lwamba n'est pas reconduit dans le gouvernement Suminwa II nommé en août 2025. Il est remplacé par Aimé Sakombi Molendo.